# Meppel

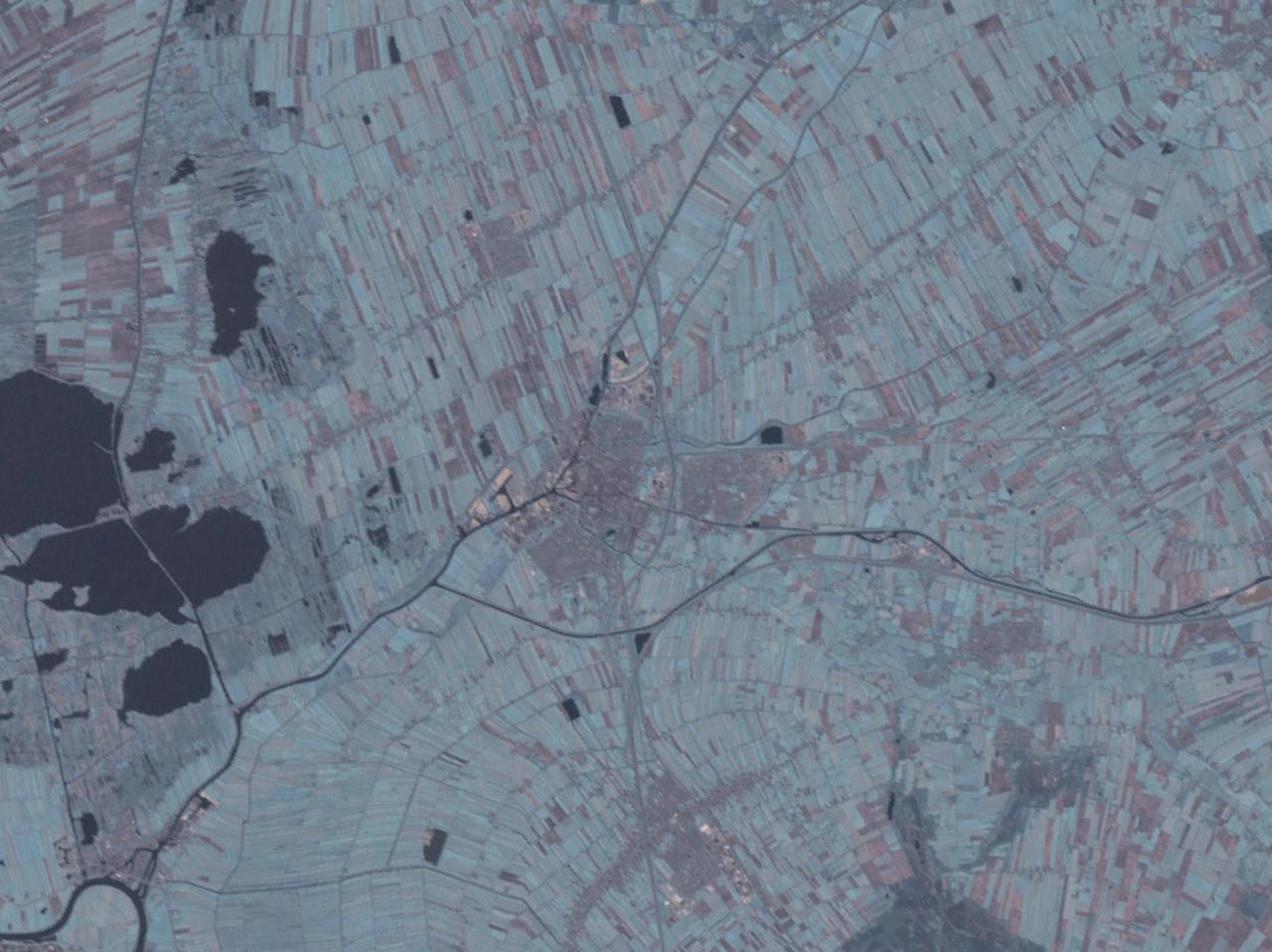
Zdjęcie satelitarne Meppel

Meppel – miasto w Holandii, w prowincji Drenthe, nad Meppelerdiep, przy granicy z Overijssel i autostradzie A32.

## Informacje podstawowe
- Populacja: 30 638 mieszkańców
- Gęstość zaludnienia: 546 osób/km²
- Powierzchnia: 56,98 km²

W mieście jest stacja kolejowa Meppel.